# Palazzo Della Barba
Il Palazzo Della Barba è un edificio storico di Pescia, situato in Piazza Giuseppe Mazzini.

## Storia
Il palazzo fu edificato tra il 1578 e il 1579, in stile tardo rinascimentale, dal medico Pompeo Della Barba, che era stato archiatra di papa Sisto IV. Il Della Barba, rientrato a Pescia dopo la morte del pontefice, fu una personalità assai importante nella comunità del tempo, dove fu più volte chiamato a ricoprire incarichi, tra cui quello di priore. Originariamente l'edificio si componeva di due piani con un mezzanino. Ai lati del portale d'ingresso, erano presenti due finestre incorniciate in pietra e dotate di timpano. Con l'estinzione della famiglia Della Barba agli inizi del '700, il palazzo passò più volte di mano. Nei primi decenni dell'800 il palazzo appartenne a Giuseppe Maionchi, che vi aprì la locanda detta della Posta. Negli anni tra il 1860 e il 1875, il nuovo proprietario Cesare Nucci lo fece rialzare di due piani e lo ampliò in direzione del fiume. Al pianterreno, nel medesimo periodo furono aperti degli sporti per ospitare due botteghe. La trasformazione ottocentesca alterò l'equilibrio del progetto originario.

## Descrizione
Lievemente sollevato rispetto al livello della piazza, il palazzo presenta un portale centrale incorniciato da bozze in pietra lavorata a forma di arco a tutto sesto. Sopra il portale si erge il balcone, a balaustre, sostenuto da peducci in pietra. Dietro, la portafinestra, incorniciata a bugnato e sovrastata da un timpano spezzato, al culmine del quale è posto lo stemma marmoreo dei Della Barba. Sull'architrave della portafinestra è scolpita la scritta "POMPEIUS BARBA PHYSICUS R(edemptionis)D(omini) AN(ano) MDLXXVIII", mentre alla base dello stemma è presente un cartiglio in pietra con la scritta "NOBILITAS SOLA EST ATQUE VNICA VIRTUS ANNO MDLXXVIIII. I due piani superiori presentano tre finestre ciascuno con cornice in pietra e arco a tutto sesto. Dal portale si accede a un lungo corridoio che conduce a una scalinata ben proporzionata all'edificio. Oltre la scala, si trova il cortile interno. Al primo piano, affacciate sulla piazza, si trovano le stanze padronali, sul retro le stanze di servizio.